# Sébastien David (homme politique)
Pour les articles homonymes, voir Sébastien David et David.
Sébastien David, né le 27 juin 1976, est un homme politique français, divers droite (ex membre du parti Les Républicains). Il est maire de Saint-Affrique depuis 2020.
Il devient député de la 3e circonscription de l'Aveyron le 1er août 2021, à la suite de la démission d'Arnaud Viala, devenu président du conseil départemental de l'Aveyron et dont il est le suppléant à l'Assemblée nationale depuis 2015. Il démissionne lui-même de son nouveau mandat de député le mois suivant, rendant le siège vacant jusqu'aux élections législatives de 2022.

## Biographie

### Formation
Sébastien David est diplômé en 2000 de l'École des Ingénieurs de la Ville de Paris, où il a obtenu un titre d'ingénieur civil (39e promotion).
Il commence sa carrière au sein du réseau des SEM de la SCET : responsable d'opérations dès 2000 au sein de CITADIS à Avignon, puis en 2002 à la Société d’Équipement de la Région Languedoc Roussillon, qui deviendra par la suite Languedoc Roussillon Aménagement, et ARAC Occitanie.
En 2009, il quitte le réseau des SEM, pour reprendre une PME de distribution de matériel électrique, basée à Saint-Affrique.
Membre du conseil d'administration, depuis 2013, d'Algorel.
Il est président de la branche électricité d'Algorel depuis juin 2024 (383 M€ en 2024 - 43 adhérents)[source secondaire souhaitée].

### Parcours politique

#### Conseiller municipal d'opposition
De 2008 à 2020, Sébastien David est conseiller municipal d'opposition de Saint-Affrique,.

#### Conseiller départemental
En 2015, en binôme avec l'ancienne nageuse paralympique Émilie Gral, il remporte à 38 ans l'élection départementale du canton de Saint-Affrique, après 17 ans de socialisme.
En avril 2019, au décès de Bernard Saules, ancien arbitre international de football, et conseiller départemental de Rodez 1, Sébastien David devient vice-président du Conseil départemental de l'Aveyron, chargé du numérique.
Il devient président du SIEDA, syndicat d'énergies de l'Aveyron, chargé du déploiement du réseau d'initiative publique de fibre optique, de l'Aveyron, du Lot et de la Lozère.
En juin 2021, il est réélu conseiller départemental du canton de Saint-Affrique avec sa binôme Emilie Gral. Il devient président délégué du Conseil départemental de l'Aveyron, chargé du numérique, de l'innovation et de l'énergie.

#### Maire
En juin 2020, Sébastien David remporte l'élection municipale de Saint-Affrique face au maire sortant Alain Fauconnier , et en devient à 44 ans maire. Il est élu président de la Communauté de communes Saint Affricain, Roquefort, Sept Vallons.
En mars 2022, Sébastien David signe avec le premier ministre Jean Castex, et la maire de Millau Emmanuelle Gazel, la construction de l'hôpital médian Millau Saint-Affrique, sur le site de Vergonhac à St-Georges de Luzençon

#### Assemblée nationale
En septembre 2015, à l'occasion d'une élection législative partielle, Sébastien David devient le suppléant du député Arnaud Viala, puis reconduits dans leurs fonctions lors des élections législatives de juin 2017.
En juillet 2021, Arnaud Viala, député, est élu président du Conseil départemental de l'Aveyron. Il démissionne de son mandat de député le 31 juillet 2021. Sébastien David, étant son suppléant, devient ainsi député de la 3e circonscription de l'Aveyron le 1er aout 2021 et rejoint le groupe parlementaire Les Républicains.
Afin de se mettre en conformité avec la loi sur le cumul des mandats, et de respecter les engagements pris devant ses électeurs d'« être maire de Saint-Affrique pendant 6 ans », Sébastien David annonce ne pas vouloir rester député, préférant la fonction de maire de Saint-Affrique.
Alors qu’il est maire de Saint-Affrique, président de la Communauté de communes Saint Affricain, Roquefort, Sept Vallons, et conseiller départemental de l’Aveyron, il est contraint de démissionner de son mandat de conseiller départemental le 2 aout 2021 au titre de la loi sur le cumul des mandats : la loi prévoit qu’un "député doit se mettre en conformité avec les mandats acquis antérieurement", mécanisme à propos duquel le président de l’Assemblée nationale Richard Ferrand a précisé « Il faut réinterroger le non-cumul des mandats ».
Il démissionne de ses fonctions de député le 13 septembre 2021.
Le 17 octobre 2021, il est réélu conseiller départemental du canton de Saint-Affrique avec 50,7% des voix face à Éric Fauconnier.

#### Présidentielle 2022
Dans le cadre du vote du congrès, pour la désignation du candidat à l'élection présidentielle de 2022, il soutient au 1er tour Xavier Bertrand, puis apporte son soutien au 2e tour à Valérie Pécresse. Il fait partie de son comité de soutien en Aveyron.

## Mandats

### Mandats en cours
- Maire de Saint-Affrique depuis le 3 juillet 2020[33].
- Président délégué du Conseil départemental de l'Aveyron, depuis le 11 juillet 2021.
- Conseiller départemental du canton de Saint-Affrique, depuis le 15 mars 2015[34].
- Président de la Communauté de communes du Saint-Affricain Roquefort 7 Vallons, depuis le 11 juillet 2020.

### Anciens mandats
- Député de la 3e circonscription de l'Aveyron (1er aout 2021 - 14 septembre 2021)
- Vice-président du Conseil départemental de l'Aveyron, délégué au numérique (26 avril 2019 - 11 juillet 2021)
- Conseiller communautaire de la Communauté de communes du Saint-Affricain Roquefort 7 Vallons (mars 2014 - juin 2020)
- Conseiller municipal de Saint-Affrique (mars 2008 - juin 2020)

## Parti politique
Sébastien David est membre depuis 2002 de l'UMP, devenu par la suite Les Républicains.
Secrétaire départemental de la fédération des Républicains de  l'Aveyron de 2009 à 2022. À la suite de la démission d'Arnaud Viala de la présidence des Républicains Aveyron, en décembre 2022, il assure l'intérim de la présidence des Républicains de l'Aveyron avant d'en être élu président en décembre 2023.
Il se met en retrait de la présidence des Républicains Aveyron, à la suite de l'investiture sur la 3ème circonscription de l'Aveyron d'un candidat LR-RN par Eric Ciotti aux élections législatives de juin 2024.